# Jourdan Miller
Jourdan Miller (Bend, 6 ottobre 1993) è una modella statunitense.

## Biografia
Jourdan Miller nasce a Olympia nel 1993, la famiglia di Jourdan si trasferisce a Bend dove cresce con le sue due sorelle. Prima della sua apparizione su America's Next Top Model, Jourdan ha studiato presso il Mountain View High School di Bend.

## Carriera

### America's Next Top Model
Nel 2013, Miller partecipa alla ventesima edizione del reality show America's Next Top Model, dove ha gareggiato contro altre quindici aspiranti modelle. Era considerata una dei più forti dell'edizione, dopo aver vinto un totale di tre sfide e dopo aver ricevuto sei primi call-outs. Inoltre, la fotografia di Jourdan dal photoshoot vernice è stata ritenuta da Tyra Banks come uno dei migliori prodotti nella storia dello show. Nell'ottava Settimana, Jourdan è riuscita a prenotare qualsiasi spettacolo durante la settimana della moda LA Style. Alla sfilata finale a Bali, si è trovata in difficoltà quando ha accidentalmente inciampato con i suoi tacchi a spillo sul suo abito. Nonostante questo, i giudici sono stati ancora comunque colpiti dalla sua camminata. Alla fine ha battuto il compagno di squadra Marvin Cortes nel finale di stagione, diventando la ventesima vincitrice di America's Next Top Model.
Jourdan Miller è la sesta vincitrice di America's Next Top Model che non è mai finita tra le ultime due posizioni, insieme a Jaslene González, McKey Sullivan, Nicole Fox, Krista White e Sophie Sumner. è anche la seconda vincitrice ad aver ricevuto un totale di sei primi call-out dopo Ann Ward, la vincitrice della quindicesima stagione.
Dopo aver vinto l'America Next Top Model, ha ricevuto un contratto di modellistica con NEXT Model Management di Los Angeles, uno spread di otto pagine nel numero di dicembre/gennaio 2014 di Nylon magazine e una campagna di 100000 $ Guess.

### Dopo Top Model
Dopo la sua vittoria in America's Next Top Model, è apparsa in un episodio del 22 novembre 2013 di Best Week Ever e di TV OK! nel dicembre 2013. Nel 2014, è apparsa sulla copertina del numero di febbraio di Cleo, e in un editoriale di August Man Magazine. Recentemente è apparsa sulle copertine della rivista Syn e Swiss Made Magazine e ha posato per, ellements, Kode, Cake e Ugly magazine. Inoltre è comparsa nel video musicale del cantante finlandese Niila nel 2016.